# Francisco Durá
Francisco Durá Sempere, apodado Perleta, (nacido en Elche, Alicante el 23 de mayo de 1954) es un montañista español.

## El montañismo
Se inició en el mundo del montañismo a los 17 años, compaginándolo con su vida laboral y familiar.
Presidió el Grupo Ilicitano de Montañismo (G.I.M.) durante tres legislaturas y desde 1986 es presidente de la Federación de Deportes de Montaña y Escalada de la Comunidad Valenciana (F.E.M.E.C.V.), anteriormente, Federación Territorial Valenciana de Montañismo (F.T.V.M.).
Miembro activo de la Escuela Valenciana de Alta Montaña (E.V.A.M.) y de la Escuela Española de Alta Montaña (E.E.A.M.), árbitro de competición de Escalada Deportiva, técnico deportivo en alpinismo y roca, miembro de la junta directiva de la Federación Española de Deportes de Montaña y Escalada (F.E.D.M.E.), con el cargo de responsable de árbitros y jueces y Director de la Escuela de Escalada Municipal de Elche.

## Cumbres más importantes conseguidas
- Kilimanjaro 5.895 m (Tanzania)
- Monte Kenia (Kenia)
- Mont Blanc 4.808 m (Alpes Franceses)
- Huascarán 6.768 m (Perú)
- Toubkal 4.167 m (Marruecos)
- El Ahaggar (Argelia)
- Yosemite (Estados Unidos)
- Aconcagua 6.962 m (Argentina)
- Island Peak 6.148 m. Himalaya de Nepal.